# Patrick Carney
Pour les articles homonymes, voir Carney.
Patrick J. Carney, né le 15 avril 1980, est un musicien multi-instrumentiste plus connu pour être le batteur du groupe The Black Keys, un duo de blues-rock originaire d'Akron en Ohio. Il fonde le groupe Drummer en 2009 et sort leur premier album Feel Good Together sur son label Audio Eagle Records.

## Jeunesse
Les parents de Patrick Carney divorcent alors qu'il a 8 ans. Il choisit alors de vivre avec son père qui avait déménagé dans un autre quartier d'Akron en Ohio. Il y rencontre Dan Auerbach qui vit aussi dans ce quartier, et joue avec lui et ses amis au football, même s'il ne deviennent pas amis avant le lycée. Carney se décrit comme un adolescent normal qui fumait de la marijuana avec ses amis (dont Auerbach). Adolescent, il est musicalement influencé par Pavement, Captain Beefheart et par le groupe Devo originaire d'Akron. De plus, son oncle Ralph Carney (décédé en novembre 2017) joue du saxophone pour Tom Waits.

## Activité musicale
En 2009, Carney fait partie des juges des Independent Music Awards qui a pour but de récompenser la carrière de musiciens indépendants. Carney, en tant que producteur, produit des enregistrements de Beaten Awake, Houseguest, Churchbuilder et The Black Keys.
En 2013, il compose et interprète, avec son oncle Ralph Carney, la bande originale de la série Bojack Horseman, produite par Netflix.

### The Black Keys
Carney forme avec Dan Auerbach, guitariste et chanteur, le groupe The Black Keys en 2001. Ils sortent leur premier album, The Big Come Up, en moins d'un an. Leur onzième et dernier album, Dropout Boogie sort en mai 2022.

### Audio Eagle Record
Patrick Carney est le fondateur du label Audio Eagle Records, créé en 2005. Il s'agit d'un label indépendant constitué essentiellement d'artistes de l'Ohio. Des groupes comme Houseguest, Royal Bangs et le projet solo de Carney, Drummer, en ont fait partie. Le label ferme en 2010.

### Drummer
Alors que Dan Auerbach, membre des Black Keys, est en tournée solo en 2009, Carney crée un nouveau groupe, Drummer, dans lequel il joue de la basse. Le nom provient du fait que chaque membre du groupe jouait de la batterie auparavant dans un autre groupe. Ils sortent la même année leur premier album, Feel Good Together.

## Discographie

### The Black Keys
- The Big Come Up (2002)
- Thickfreakness (2003)
- Rubber Factory (2004)
- The Magic Potion (2006)
- Attack and Release (2008)
- Brothers (2010)
- El Camino (2011)
- Turn Blue (2014)
- Let's Rock (2019)
- Delta Kream (2021)
- Dropout Boogie (2022)

### Blakroc
- Blakroc (2009)

### Drummer
- Feel Good Together (2009)